# Нонспектакулярное искусство
Нонспектакуля́рное иску́сство — направление в современном искусстве, отвергающее зрелищность и театральность.
Примером такого искусства является перформанс польского художника Павла Альтхамера «Script Outline», на выставке «Manifesta» в 2000 году. Manifesta – биеннале современного искусства проходит в Европе, начиная с 1996 года. Первая выставка была организовна в  Роттердаме. Выставка Manifesta–3 проходила в Словении . Как отмечает куратор выставки Виктор Мизиано, в отличие от других значительных форумов Манифеста «была с самого начала определена как биеннале именно европейских молодых художников; но зато Европа здесь должна была быть представлена вся, т. е. не только Западная, но и непременно Восточная».
В России «поворот к нонспектакулярому искусству» связывают с именем Анатолия Осмоловского. Развиваемое им направление следовало моде, наметившейся в мировой культуре на дерзкие и эпатажные формы искусства. Вместе с тем оно отражало широко распространившийся опыт «художественных микропрактик, поставивших себе целью «тихое», атомистическое преобразование окружающего пространства». В то же время,  буквальный перевод  слова нонспектакулярность  как незрелищность не отражает в полной мере глубину понятия.  Эта модное течение в культуре родилось как своеобразный протест против существующей тенденции предлагать зрителю визуальные образы в максимально простой для восприятия форме.  Поэтому смысл  нонспектакулярного произведения становится доступным зрителю после определённых усилий с его стороны.

В России вариант нонспектакулярного искусства имеет свои особенности. Высказывается мнение, что направление, развиваемое Осмоловским, не было оппозиционным и не претендовало на альтернативу современным художественным практикам. По мнению Клавдии Смолы: 
Независимо от того, как понимал и как долго практиковал нонспектакулярное искусство сам Осмоловский, связанный с такими практиками «социальный поворот», или принцип перформативного «сосуществования» (conviviality), имеет в России своих предшественников и вдохновителей: русский авангард, советский андерграунд, глобальные практики движений DIY (Do It Yourself) и левую философия 1990–2000-х.
С тех пор, как Анатолий Осмоловский в 2004 году  опубликовал в Художественном журнале свою статью «Несколько тезисов нонспектакулярного искусства» , ситуация изменилась. Интерес к этом виду искусства  с некоторых пор выражается как реакция  «не только на мейнстримизацию и автоматизацию провокационных художественных форм, но и на политику притеснения». Анализируя искусство 2000-х годов, художественный критик Александр Евангели считает, что нонспектакулярное искусство разработало иной способ ви́дения и подготовило место «для чистого формалистического высказывания». 